# Sisu SA–150
A Sisu SA–150 közepes méretű, kéttengelyes terepjáró tehergépkocsit a finn Sisu-Auto nehézgépjármű-gyártó cég gyártotta 1982-től 1991-ig. A 6400 kg szállítókapacitású négykerékmeghajtású típust nehéz lövegek vontatására fejlesztették ki a finn védelmi erők számára.

## Tervezés
Az A–45 Sisu által szerzett tapasztalatok, és az új, nehezebb lövegek miatt szükségessé vált erősebb jármű kifejlesztése a finn honvédelem számára, a Sisu-Auto ezért elkezdte egy teljesen új, közepes méretű terepjáró teherautó kifejlesztését.
Tervezése 1978-ban kezdődött a Sisu-Auto központi irodájában, amely Helsinkiben, a Fleming utcában található. A projektvezető a cég főmérnöke, Seppo Kokkola volt. A tervezőcsapat többi tagja: Kari Lindholm, Veli Vallinoja, Uoti Hartikainen és Kalevi Kakko volt, valamennyien a Sisu-Auto jelentősebb mérnöke. A kiindulási alap a NATO-kompatibilitás volt, ami megjelenik például a jármű kinézetében és a gumiabroncsok méretében, ami az általános 14.00-20. Az első prototípus építése 1979 novemberében kezdődött, az első tesztvezetés pedig a következő év februárjában volt. Áprilisban a prototípust Rovajärvibe vitték csapatpróbára, majd ősszel kezdetét vette a féléves tesztfolyamat, melyen a jármű kiállta a próbát.
A prototípus az SA–140 jelzést kapta, egy 140 kW teljesítményű, turbófeltöltéses Valmet 611 motor hajtotta. A végsebessége 100 km/h és a legnagyobb áttétel végsebessége 1,6 km/h. A jármű nagyobb és erősebb lett, mint az A–45 bár a saját tömege közel azonos vele.
Az A–45 fejlesztésének kezdeti szakaszában beceneve a „Proto-Sisu” volt. Az elnevezést a finn hadsereg tisztjeitől kapta és prototípus mivoltára utal. Nyilvánvaló, hogy az ilyen nem hivatalos elnevezést a Sisu-Auto nem vette át, hanem a Masi névvel illették, amely a Maasto-Sisu (terep sisu) kifejezésből ered. Masi egyébként a Beetle Bailey finn elnevezése, mely egy katonáról készített mókás képregény karakter.

## Gyártás
A sorozatgyártott modell erősebb, 150 kW-os motort kapott, ezért nevezték hivatalosan SA–150-nek. A gyártást Sisu-Auto Hämeenlinna-gyárában kezdték 1982-ben és októberben átadtak 10 járművet a finn hadseregnek. A következő évtől az éves termelés mintegy 60 jármű volt. Szinte minden járművet a Hämeenlinna-gyár készített, két kivétellel mert ezeket a Sisu Karis gyár szállította le.

## Műszaki adatok
Az SA–150 formailag a Sisu családjegyeket hordozza és sok azokkal közös elemet tartalmaz, különösen szembetűnő a korábbi modellhez, a Pasi XA–180-ashoz való hasonlósága.

### Motor
A motor vízhűtéses, turbófeltöltős, hathengeres, soros Valmet 611 CSBA típusú, közvetlen befecskendezéses dízel, amelynek 150 kW a teljesítménye, maximális nyomatéka 680 Nm.

### Erőátvitel és futómű
A motort egy-tárcsás kuplung és hatfokozatú sebességváltó szabályozza. A jármű fel van szerelve kétlépcsős áttétellel azért, hogy meg lehessen duplázni a sebességfokozatok számát. Mindkét tengely merev és hajtott a légfékrendszere S bütykös dobfék.
A felfüggesztést laprugók biztosítják, az első tengelyen hidraulikus lengéscsillapítóval szerelve. A tengelyterhelés egyenletes és ez teszi lehetővé, hogy a jármű nehéz terepen is alkalmazható legyen. A kormányművet szervó is segíti.

### Vezetőfülke és kiegészítők

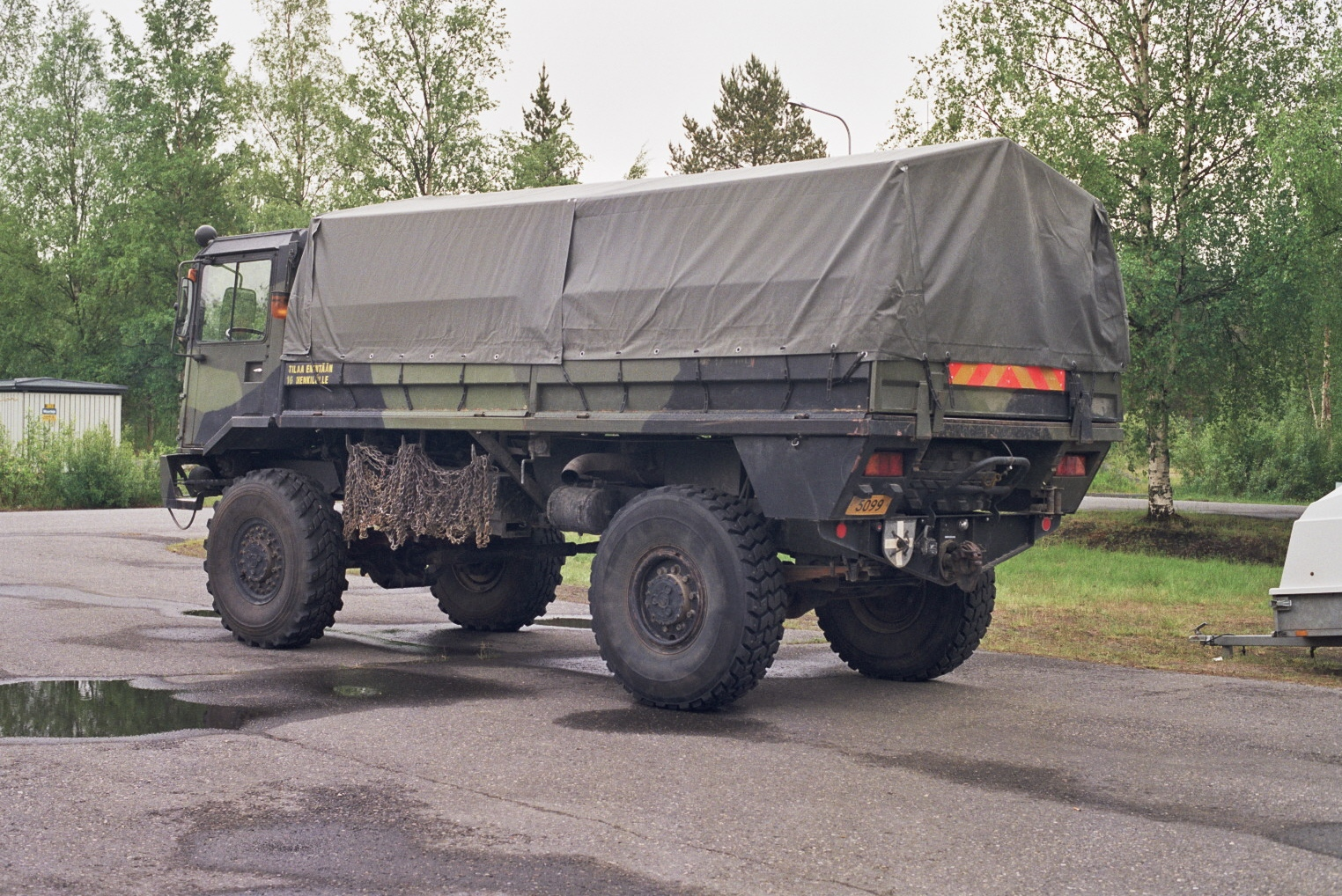
SA–150 hátsó nézetből

A fülke motor felett helyezkedik el, benne a vezetőn kívül két utasnak van hely. A vezetőülés állítható, a kabin fűtését kétfokozatú ventilátor segíti. A kabin tetejére egy ajtót helyeztek el.
A rakodó térben 26 katonát lehet szállítani a plató oldala nyitható és acél keretre helyezett ponyvával fedhető.
Az elektromos rendszert két darab 24 V-os, egyenként 150 Ah-s akkumulátor táplálja.
A jármű fel van még szerelve egy 8 000 kg-os teherbírású csörlővel, 50 m-nyi drótkötéllel, ezzel szemből és hátulról is lehet terhet vonni.
Az üzemanyagtartály térfogata 225 liter.

## Jellemzők
A jármű csúcssebessége 100 km/h, hatótávolsága 800 km. Terepjáró képessége jó. A terepszög 42°, az indulási szög 39°. A hasmagasság 0,4 m, a fordulási kör 8,2 m.

## Változatok
Az SA–150 továbbfejlesztése az SA–151, amelyet 1990 és 1991 között gyártottak. A legfőbb különbség a platóban van, amelyet 100 mm-rel kiszélesítettek.

## Használat
Az SA–150 fő feladata lövegek vontatása és lőszer szállítása. Nagyobb testvére a háromtengelyes SA–240.